# Brachiaria umbellata
Brachiaria umbellata là một loài thực vật có hoa trong họ Hòa thảo. Loài này được (Trin.) Clayton mô tả khoa học đầu tiên năm 1980.